# Кенсайський сільський округ
Кенса́йський сільський округ (каз. Кеңсай ауылдық округі, рос. Кенсайский сельский округ) — адміністративна одиниця у складі Зайсанського району Східноказахстанської області Казахстану. Адміністративний центр — село Кенсай.
Населення — 2138 осіб (2021; 2207 у 2009, 2462 у 1999, 2866 у 1989).
Станом на 1989 рік існувала Мічурінська сільська рада (села Бакасу, Жарсу, Кемпірбулак, Мічурінське, Сарижира, Сарчий). 1998 року село Кемпірбулак було передане до складу Шиліктинського сільського округу. Того ж року село Бакасу було повернуто до складу округу, яке певний час перебувало у складі Зайсанської міської адміністрації. Село Сариші було ліквідовано 2020 року.

## Склад
До складу округу входять такі населені пункти:
| Населений пункт | Старі назви | Населення, осіб (1989) | Населення, осіб (1999) | Населення, осіб (2009) | Населення, осіб (2021) |
| --------------- | ----------- | ---------------------- | ---------------------- | ---------------------- | ---------------------- |
| Бакасу, село    | -           | 346                    | 197                    | 260                    | 280                    |
| Жарсу, село     | -           | 816                    | 925                    | 706                    | 699                    |
| Кенсай, село    | Мічурінське | 998                    | 1015                   | 891                    | 913                    |
| Сарижира, село  | -           | 482                    | 398                    | 251                    | 245                    |
| Сариші, село    | Сарчий      | 224                    | 137                    | 99                     | 1                      |